# 오스틴 존스
오스틴 헨리 존스(Austin Henry Jones, 1992년 12월 12일~)는 미국의 전직 음악가이자 성범죄자로서 2007년부터 2017년까지 "Welcome to the Black Parade", "Sugar, We're Goin Down", "King for a day", "Blurryface", "Sorry" 등을 이용한 아카펠라 유튜버 로 활동하다가 2017년 미성년자 음란물 제작 혐의로 체포되어 2019년 유죄 판결을 받았다. 2015년 존스는 미성년자 소녀에게 트월킹을 가르치는 영상이 공개되자 사과했으며 카고로 입국 중 기소되어 공항에서 체포되었다.
약 547,000여명의 구독자와 4,136만 회 이상의 동영상 조회수를 축적하고 자신의 아카펠라 음원을 iTunes와 Spotify에까지 간 크게 판매하고 국제 투어 공연등을 했던 존스는 미성년자와 관련된 성범죄 로 체포되고 미성년자 음란물 요구, 소지 및 제작으로 더 널리 알려지게 되었다. 2019년 2월 6일, 그의 트위터를 제외한 모든 소셜미디어 계정은 영구정지 되었으며 트위터 계정은 매각되었다. 2019년 5월 3일 존스는 한 건의 아동 음란물을 소지한 혐의로 연방 교도소에서 10년형을 선고받았다. 이 때 즈음에 영구정지 된 것으로 추정되며, 출소일은 2027년 12월 31일로 예정되어있다.
당시 그는 증언에서 자신에 대한 선친의 오랜 성적 학대로 인한 트라우마라고 해명하고 해당 혐의에 대해 페티시를 느꼈다고 시인했지만 법원은 참착 사유로 끝내 받아들이지 않고 말았다.

## 같이 보기
- 조주빈
- 맥스 클리퍼드
- 프레디 스타
- 게리 글리터
- 롤프 해리스